# Ichneutica averilla
Ichneutica averilla là một loài bướm đêm trong họ Noctuidae. Chúng là loài đặc hữu của New Zealand.
Loài này được George Hudson mô tả lần đầu tiên vào năm 1921 với danh pháp Melanchra averill. Chúng được Averil Lysaght phát hiện vào tháng 12 năm 1920 trên vùng núi Egmont. Alfred Philpott cũng mô tả loài này vào năm 1924 dưới danh pháp Melanchra furtiva từ các mẫu vật thu thập được xung quanh núi Arthur cũng như ở các khu vực miền núi gần hồ Wakatipu. Năm 1988, John S. Dugdale đặt loài này vào chi Graphania và ghi nhận danh pháp Melanchra furtiva như một từ đồng nghĩa mới. Năm 2019, Robert J. B. Hoare đã công bố những nghiên cứu của mình về những loài bướm đêm ở New Zealand. Dựa trên kết quả của những nghiên cứu này, Hoare đã đặt loài này vào chi Ichneutica.